# Флаг переполнения
Флаг переполнения (OF) сигнализирует выход за допустимый диапазон результата арифметических операций над знаковыми операндами. Его значение определяется как (X XOR Y), где X суть перенос за разрядную сетку (то есть то, что заносится во флаг CF), а Y суть перенос в старший разряд. Таким образом, флаг OF предназначен для обнаружения переполнения при работе исключительно со знаковыми операндами — для беззнаковых[неоднозначная ссылка] эту работу выполняет флаг CF.